# Шурдин
Шурдин — гірський перевал через хребет Ракова у Покутсько-Буковинських Карпатах. Розташований у Чернівецькій області на межі Вижницького і Путильського районів.
Висота перевалу 1173,5 м. Через Шурдин проходить автодорога Берегомет — Селятин (дорога прокладена ще за часів Австро-Угорщини). З північного боку перевалу дорога проходить схилами хребта Німчич (відгалуження хребта Ракова), де робить численні, місцями круті, повороти.
Перевал Шурдин є найвищим перевалом України, яким проходить автомобільна дорога.
Навколишні гори вкриті смерековими лісами з домішкою ялиці, бука, явора, берези. На південно-західних схилах перевалу, що належать до басейну річки Путили, значні площі під луками.
Найближчі населені пункти: с. Долішній Шепіт, с. Руська, с. Фошки.